# ファウルバッハ
ファウルバッハ (ドイツ語: Faulbach) はドイツ連邦共和国バイエルン州ミルテンベルク郡に属す町村（以下、本項では便宜上「町」と記述する）。

## 地理
ファウルバッハはバイエリシェ・ウンターマイン地方に位置する。

### 自治体の構成
この町は、公式には3つの地区 (Ort) からなる。このうち小集落や孤立農場などを除く集落を以下に列記する。
- ブライテンブルン
- ファウルバッハ

## 歴史
マインツ大司教領の役所は、1803年の帝国代表者会議主要決議にしたがって新しく創設されたカール・テオドール・フォン・ダールベルクのアシャッフェン侯領となったが、これはフランクフルト大公領の一部として最終的にバイエルン王国に併合された。1818年の市町村令を含むバイエルン州の行政改革によって現在の自治体が成立した。

### 人口推移
- 1970年: 2,466人
- 1987年: 2,502人
- 2000年: 2,795人

## 行政
町長は、ヴォルフガング・ヘルニヒ (SPD) である。

## 経済と社会資本

### 経済
2018年の公式統計によれば、この町で働く社会保険支払い義務のある被雇用者は927人、製造業が806人、商業・交通業に48人が従事している。この町に住む社会保険支払い義務のある被雇用者はあわせて1,191人であった。

## 引用
1. ↑  https://www.statistikdaten.bayern.de/genesis/online?operation=result&code=12411-003r&leerzeilen=false&language=de Genesis-Online-Datenbank des Bayerischen Landesamtes für Statistik Tabelle 12411-003r Fortschreibung des Bevölkerungsstandes: Gemeinden, Stichtag (Einwohnerzahlen auf Grundlage des Zensus 2011)
2. ↑  Bayerische Landesbibliothek Online
3. ↑  “6. Sozialversicherungspflichtig beschäftigte Arbeitnehmer seit 2013” (PDF), Statistik kommunal 2019 Gemeinde Faulbach:  p. 8 2021年4月23日閲覧。